# Luchowo (Grande-Pologne)
Pour les articles homonymes, voir Luchowo.
Luchowo (prononciation : [luˈxɔvɔ]) est un  village polonais de la gmina de Łobżenica dans le powiat de Piła de la voïvodie de Grande-Pologne dans le centre-ouest de la Pologne.
Il se situe à environ 2 kilomètres à l'est de Łobżenica (siège de la gmina), 39 kilomètres à l'est de Piła (siège du powiat), et à 99 kilomètres au nord de Poznań (capitale de la Grande-Pologne).

## Histoire
De 1816 à 1920, Luchowo fait partie de l'arrondissement de Wirsitz dans le district de Bromberg au sein de la province de Posnanie.
De 1975 à 1998, le village faisait partie du territoire de la voïvodie de Piła.

Depuis 1999, Luchowo est situé dans la voïvodie de Grande-Pologne.
Le village possède une population de 679 habitants.